# بيسكانو
بلدية بيسكانو (بالإسبانية: Bescanó) هي بلدية تقع في مقاطعة جرندة التابعة لمنطقة كتالونيا شمال شرق إسبانيا.

## الديموغرافيا
بلغ عدد سكان بلدية بيسكانو 4.601 نسمة عام 2011 (وفقاً للمعهد الوطني الإسباني للإحصاء).
| 2.970 | 3.159 | 3.419 | 3.762 | 4.121 | 4.450 | 4.601 |

## أعلام
- البير فيفانكوس
- ألبرت خوركيرا